# Omerville
Omerville é uma comuna francesa na região administrativa da Ilha de França, no departamento do Vale do Oise. Estende-se por uma área de 11.98 km². Em 2010 a comuna tinha 332 habitantes (densidade: 27,7 hab./km²).